# Atlas ACE
Die Atlas ACE ist ein turbopropgetriebenes Schulflugzeug  des Südafrikanischen Herstellers Atlas Aviation und sollte die North American Harvard als Standardschulflugzeug der südafrikanischen Luftwaffe ersetzen. Das Flugzeug wurde jedoch nicht in Serie gebaut und stattdessen Pilatus PC-7 angeschafft.

## Geschichte und Konstruktion
Die Entwicklung der Atlas ACE (All Composite Evaluator) begann 1986, eigentlich als Verbundwerkstofftechnologiedemonstrator unter dem Namen Ovid. 1991 beteiligte sich Atlas mit der Maschine am Wettbewerb um die Nachfolge der North American Harvard.
Die ACE ist ein zweisitziger Tiefdecker mit Tandemsitzen und einer Pratt & Whitney PT6A Propellerturbine. Es hat ein einziehbares Bugradfahrwerk und ein herkömmliches Leitwerk. Das Flugzeug wurde vorwiegend aus kohlenstofffaserverstärktem Kunststoff hergestellt. Der Prototyp startete erstmals am 29. April 1991. Am 14. Januar 1995 wurde der Prototyp bei der Landung am Jan Smuts Airport unreparierbar beschädigt. Die zweite Maschine dürfte nicht mehr geflogen sein.

## Technische Daten
| Kenngröße             | Daten                                  |
| --------------------- | -------------------------------------- |
| Besatzung             | 2                                      |
| Länge                 | 10,8 m                                 |
| Spannweite            | 10,8 m                                 |
| Höhe                  | 4,1 m                                  |
| Flügelfläche          | 18 m²                                  |
| Leermasse             | 1545 kg                                |
| max. Startmasse       | 2200 kg                                |
| Höchstgeschwindigkeit | 345 km/h                               |
| Dienstgipfelhöhe      | 10000 m                                |
| Reichweite            | 2037 km oder NM                        |
| Triebwerke            | 1 × Pratt & Whitney PT6A-34, 559 kW    |
| Bewaffnung            | 6 Aufhängepunkte unter den Tragflächen |